# Монастырь Кобайр
Кобайр (арм. Քոբայր) — средневековый армянский монастырь. Расположен близ города Туманян Лорийской области Армении.

## Расположение
Храм находится в Армении, километрах в десяти южнее города Алаверди близ города Туманян в Лорийской области. Расположен над ущельем реки Дебед, на склонах базальтовых Лорийских гор, которые совершенно голые в своей верхней части, но покрыты густой растительностью у подножья.

## Предыстория
В годы правления в Грузии Георгия III и его дочери Тамары, связь между армянами и грузинским государством становится ещё более тесной. Северная часть Армении вошла в состав грузинского царства, где неплатив налогов пользовалась полным внутренним самоуправлением. К этому периоду относится возвышение армянских князей из рода Захаридов, которые в течение ряда поколений занимали важнейшие государственные посты, являясь одними из самых значительных и влиятельных деятелей грузинского царства. За свою деятельность Захаридам от грузинских царей в наследственное владение был передан ряд армянских земель, в том числе и отобранные у Кюрикянов Давидом Строителем земли Ташир-Дзорагетского царства, как пишет о них средневековый грузинский летописец «…Соргиса Захарии Мхаргрдзели, сидевшему на месте армянских царей, владетелю Лори».

## История монастыря

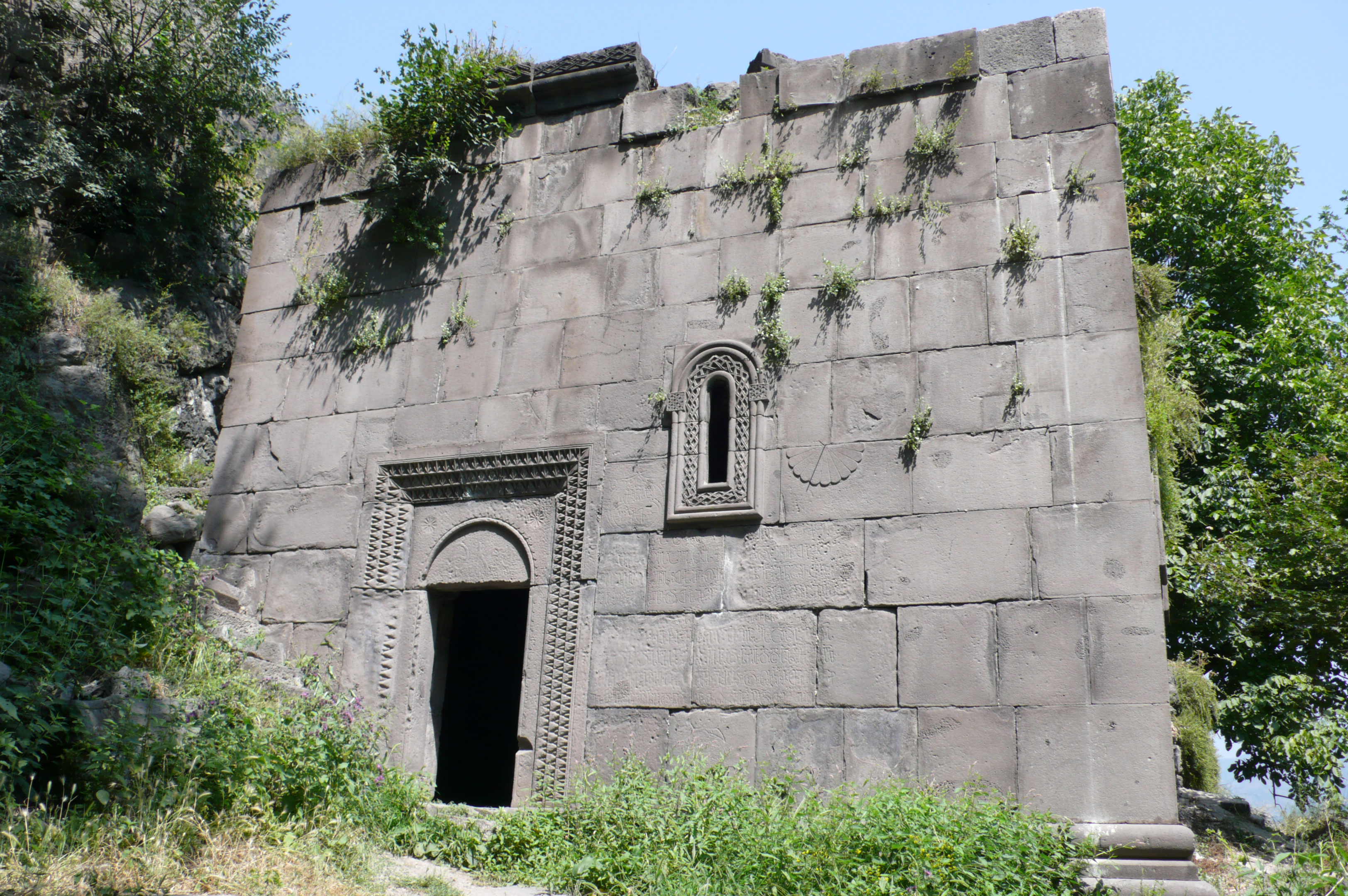
Стена Кобайра

Монастырь Кобайр был основан конце XI века царевнами из армянского рода Кюрикянов, в руках которого продолжал оставаться в течение всего XII века, вероятно, и в начале XIII. Монахи монастыря принимали активное участие в жизни армянской церкви, так в конце XII века в пределах армянской церкви шли споры о законности одеяний и других церковных принадлежностей. В споре приняли участия и монахи Кобайра, о чём в своем письме к королю Киликийской Армении Левону II сообщил архиепископ Тарса Нерсес Ламбронаци, пожаловавшись на то, что монахи Ани, Ахталы и Кобайра критикуют его.

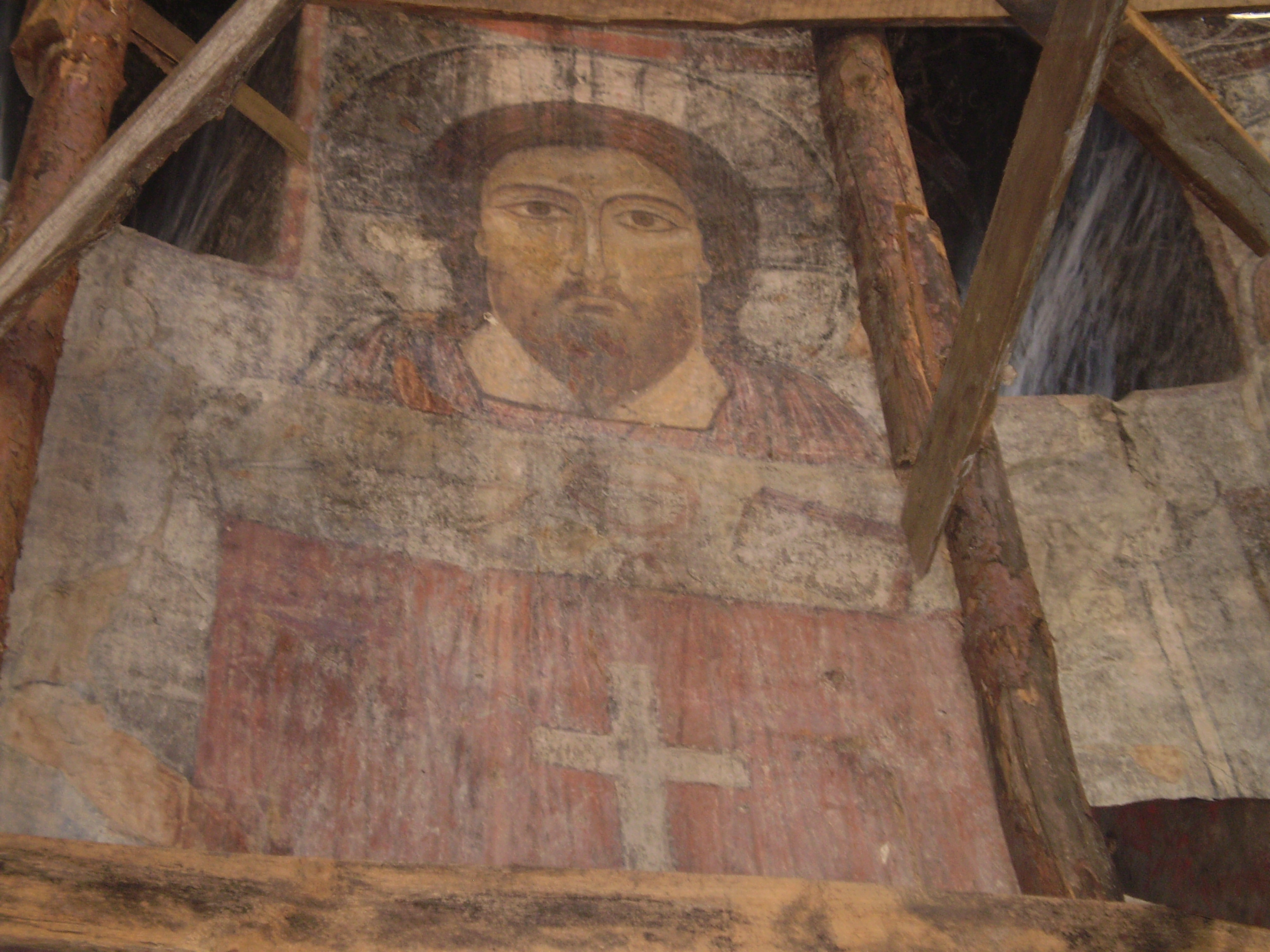
Христос на фреске монастыря

К середине пятидесятых годов XIII века мужская линия рода Кюрикянов прервалась, но, видимо, ещё до этого, Кобайр становится фамильным монастырем старшей ветви Захаридов.
Согласно дошедшим до нас сведениям, в 1261 году монголами был убит Захария, старший сын Шаханшаха, последний, не выдержав вести о смерти сына, скончался. Похоронили Шаханшаха в Кобайре. Учитывая, что Шаханшах родился в 1197 году, вероятно, что монастырь перешёл к Захаридам между 1220 и 1261 годами. Ввиду того, что Шаханшах, в отличие от своего отца, амирспасалара Захария, принадлежал не к армянскому вероисповеданию, а к халкидонитскому, монастырь, перейдя от Кюрикянов к Захаридам, реорганизуется из армянского в армяно-халкидонитский.
С 1276 по 1282 год, по инициативе местного монаха Григория в монастыре возводятся пристройки, а алтарь украшается фресками. В 1279 году по приказу Захаридов была построена колокольня, которая позже стала их родовой усыпальницей. Спустя некоторое время, придав монастырь забвению, армяне-халкидониты покидают его. Кобайр, оставаясь опустевшим несколько веков, вернувшись в лоно Армянской апостольской церкви, вновь открыл свои двери в XVII—XVIII веках.
В 1971 году советскими учёными и реставраторами были отреставрированы фрески монастыря.

## Архитектура

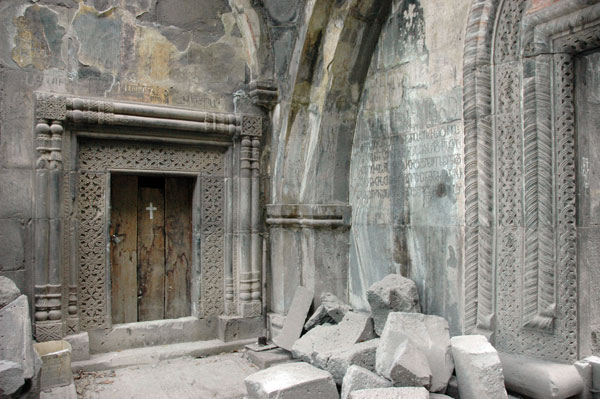
Общий проход монастыря

Основные постройки монастырского комплекса Кобайр относятся к XII—XIV векам. Включают в себя центральный собор в один проход, две часовни, колокольню-усыпальницу, трапезную и кладбище. На стенах монастыря имеются надписи, выполненные на армянском языке, которые были сделаны до момента превращения его в халкидонитскую обитель. После того как Кобайр перешёл к армянам-халкидонитам, надписи на монастыре делаются уже на грузинском языке.
Руины монастыря известны прежде всего своими уникальными настенными росписями — фресками, созданными традициями армянской, византийской и грузинской живописи. Фрески на стенах сохранились в больших и маленьких церквях, которые связаны общим проходом. Они были нарисованы после того, как жена Шаханшаха передала монастырь армянам-халкидонитам. Верхний придел церкви, вероятно, был нарисован в 1282 году, когда проход этих двух церквей был окрашен по заказу монаха Григория. Согласно проведённым исследованиям, картины в маленькой церкви появились после смерти Шаханшаха, приблизительно в 1261 году. В основной церкви монастырского комплекса фрески были созданы, вероятно, между 1225 и 1250 годом, сразу после того, как монастырь перешёл в руки армян-халкидонитов.
Основной стержень иконографической программы церкви и притвора монастыря — византийский, армянская и грузинская темы не представлены. В апсиде монастыря изображена Богоматерь на троне и «Причащение», в малой церкви — «Деисус» и «Причащение».
Мотивы причащения апостолов известны в византийской и грузинской живописи. Это частый мотив в современных византийских фресках, и редкой фреске из Кобайра. Армянские художники того времени не были полностью знакомы с этой формой искусства, поэтому для росписи своих храмов привлекали грузинских художников. Несмотря на общий подход к росписям грузинских и армяно-халкидонистских церквей, в те времена имелись различия в оформлении куполов церковных сооружений. Так, в грузинских церквях изображения передают торжествующее появление небесных сил. В армянских-халкидонистских фресках тема восхваления была связана с воспоминанием о жизни Спасителя.

## Галерея

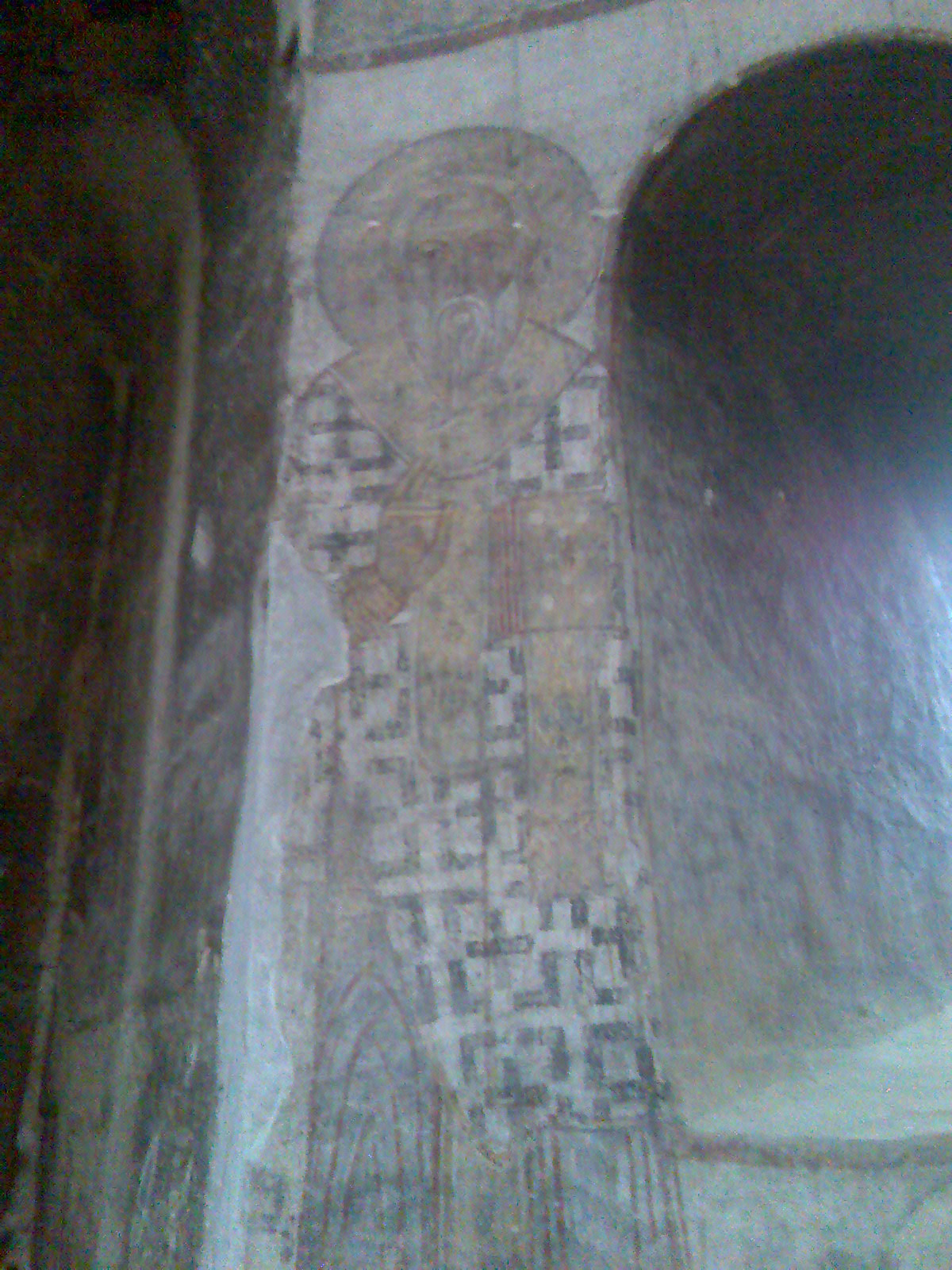
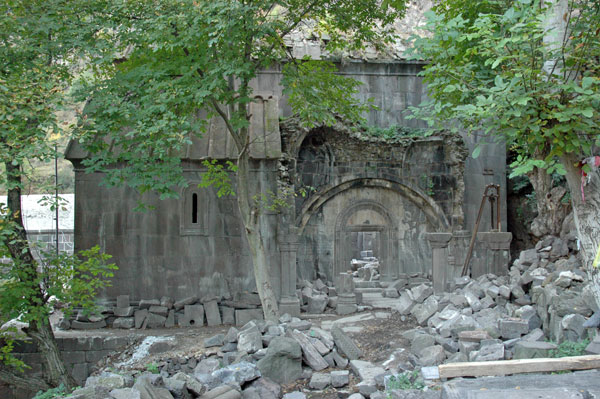
Руины монастыря
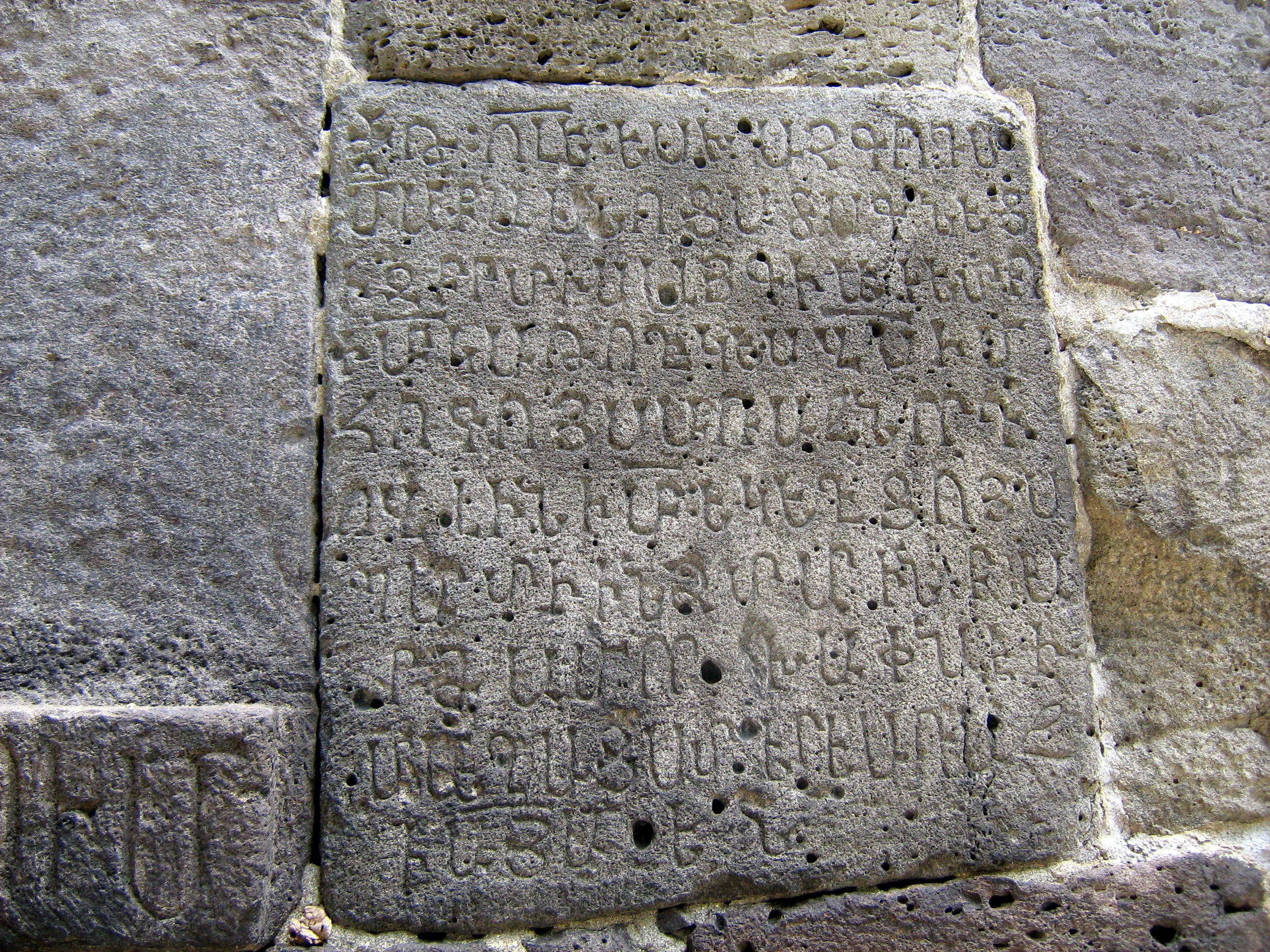
надписи на армянском
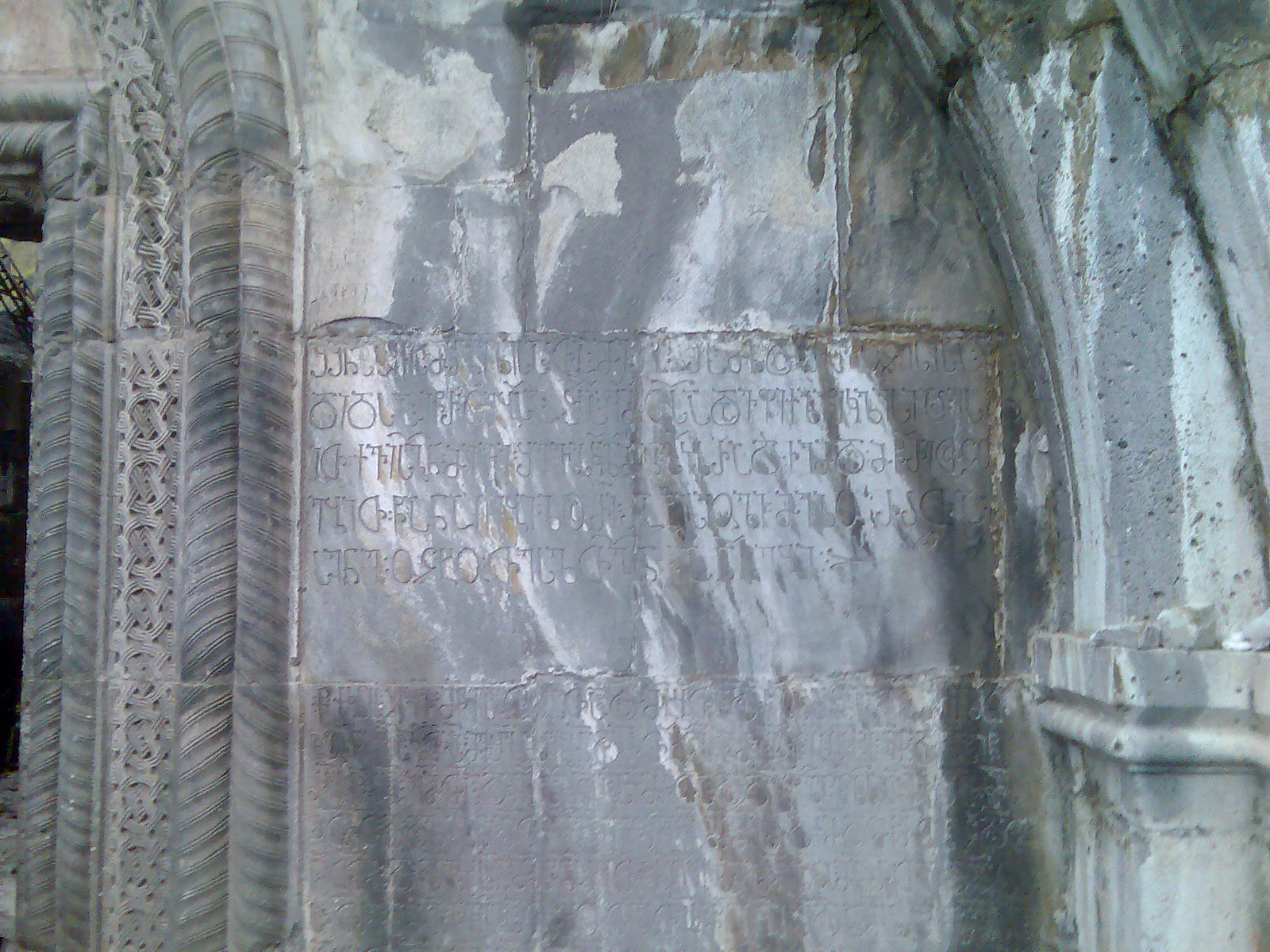
Стена монастыря, надпись на грузинском языке
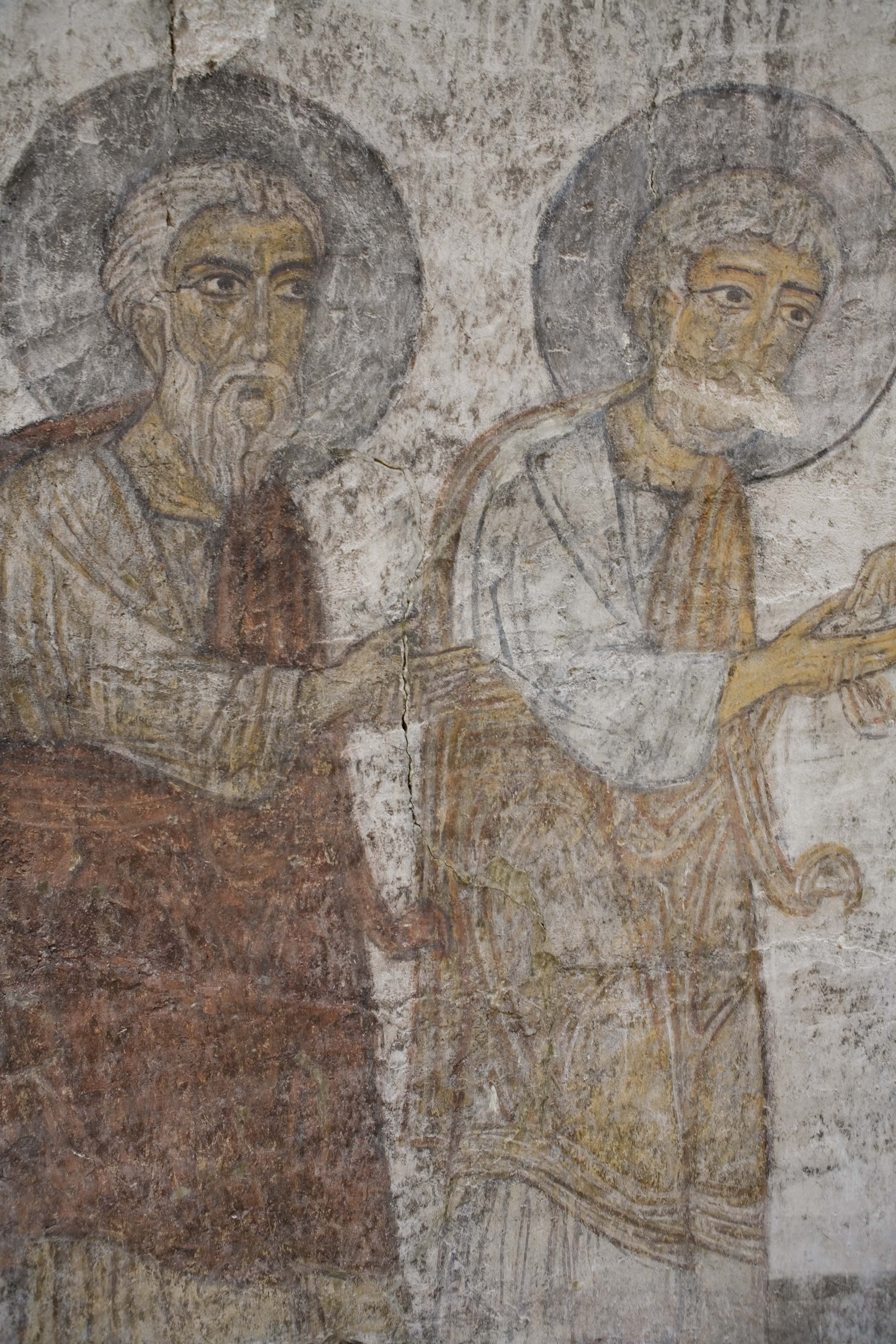
Фрески святых